# Santia compacta
Santia compacta is een pissebed uit de familie Santiidae. De wetenschappelijke naam van de soort werd voor het eerst geldig gepubliceerd in 1980 door Erling Sivertsen & Lipke Holthuis.